# Polytrichum cupreum
Polytrichum cupreum är en bladmossart som beskrevs av Negri 1908. Polytrichum cupreum ingår i släktet björnmossor, och familjen Polytrichaceae. Inga underarter finns listade i Catalogue of Life.